# ماگدا اشنایدر
ماگدا اشنایدر (آلمانی: Magda Schneider؛ ‏ ۱۷ مهٔ ۱۹۰۹ – ۳۰ ژوئیهٔ ۱۹۹۶) هنرپیشه و خواننده اهل کشور آلمان بود. وی مادر بازیگری به نام رومی اشنایدر بود.
از فیلم‌های او می‌توان به خیال مرا از سر بیرون کن اشاره کرد.